# Al Jolson

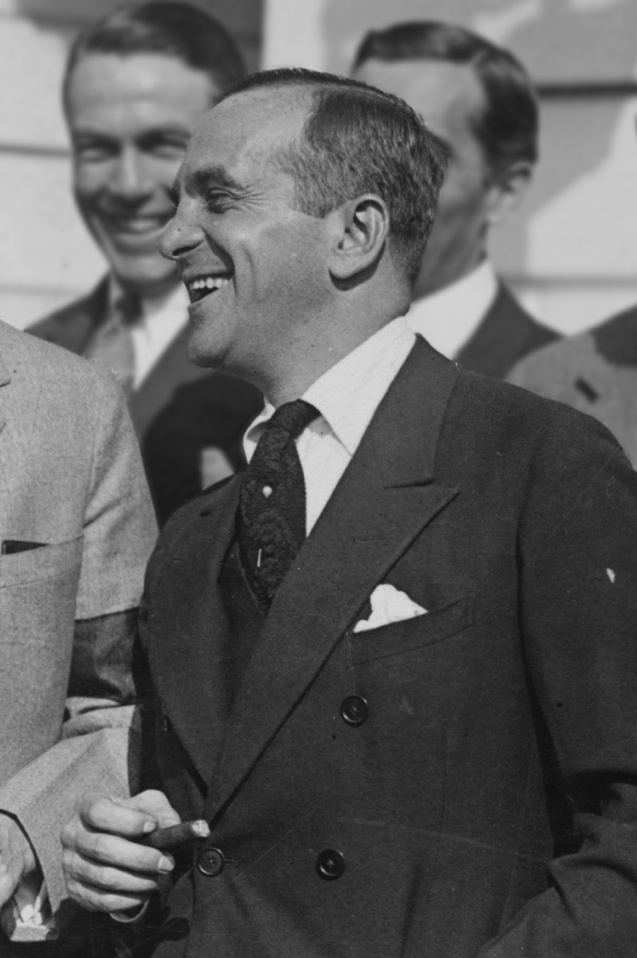
Al Jolson

Asa Yoelson (Seredzius, provincia de Kaunas, 26 de mayo de 1886-San Francisco, California, 23 de octubre de 1950) fue un cantante, actor, guionista y director de música estadounidense. Considerado el primer ícono global de la historia musical y la primera figura musical best-seller en la historia de la música grabada, fue el primer artista en vender 10 millones de discos mundialmente en 1910. Jolson registró más de 20 éxitos número 1 en las listas musicales y en aquella época lo apodaban "El animador más grande del mundo".

## Biografía
Asa Yoelson nació en Seredzius, un pequeño pueblo que por entonces era parte del Imperio Ruso.
Su padre, Moses Yoelson, era rabino y jazán.Tras el asesinato del zar Alejandro II en 1881, se desató una ola de pogromos en las aldeas judías y el gobierno ruso impuso restricciones legales y profesionales contra los judíos, limitando su acceso a empleos públicos y expulsando comunidades enteras de ciudades como San Petersburgo y Moscú.En 1891, Moses viajó a Estados Unidos para trabajar en una sinagoga de Washington D. C. Hacia 1893, pudo trasladar a su familia.Su esposa Naomi, madre de Asa, falleció ese mismo año.
En Estados Unidos, Asa desarrolló una gran variedad artística, primero como animador en vodeviles, cafés, plazas y circos, y luego en teatro, donde hacía repertorios burlescos en obras como La Belle Parée (1911), El hijo de Robinson Crusoe (1916) y Simbad el Marino (1918-1920). 
Asa y su hermano Hirsch, rebautizados como Al y Harry, iniciaron su carrera teatral muy jóvenes. Al tomó entonces la costumbre de teñirse el rostro de negro, lo que le valió su primer éxito.
En 1920, interpretó Swanee, un tema de George Gershwin e Irving Caesar que le dará fama en todo Estados Unidos. Después, presenta Bombo, un espectáculo con el que continúa el éxito. En 1925 conoce un nuevo éxito con Big Boy y la canción California, here I come. En la película Shrek de 2001 se le menciona en la canción I´m On My Way.

## The Jazz Singer
En el año 1927, tuvo una actuación cinematográfica en The Jazz Singer (El cantante de jazz), cuya trama era muy parecida a su vida real, como hijo de un rabino. Fue la primera película sonora, de allí lo catapultó definitivamente a la fama, lo cual luego interpretaría la versión original en teatro con éxitos rotundos en todo el país y en Europa. Su famosa frase «Un momento, un momento, aún no has escuchado nada!» quedó en los anales de la historia del cine.
Esta película, dirigida por Alan Crosland, marcó el advenimiento del cine sonoro. Al Jolson canta en ella varios temas (Mammy, Toot, toot, tootsie, goodbye, Dirty hands, dirty face, Blue Skies, Mother, I still have you, etc.), convirtiéndose en una estrella del séptimo arte, al que regresa poco después interpretando The Singing Fool (1928), una cinta dirigida por Lloyd Bacon con la que alcanza una popularidad mayor si cabe que con The Jazz Singer. En ella interpreta Sonny Boy, uno de los más grandes éxitos de su historia artística.
La carrera de Al Jolson en el cine continúa en los años siguientes con Say it with songs (1929), Mammy (1930) y Hallelujah, I'm a bum (1933, bajo la dirección de Lewis Milestone), si bien estos trabajos no consiguen ni mucho menos el éxito de público de los precedentes.
La Warner intenta entonces relanzar la carrera de Al con Wonder Bar (1934). Los compañeros de reparto de Jolson son en esta ocasión Dolores del Río, Kay Francis y Dick Powell. Pero el filme es un fracaso.
El músico contrae matrimonio con Ruby Keeler, una estrella de las revistas musicales, con la cual interpretará Go into your dance en 1935. Al año siguiente, interpreta The singing kid antes de volver a los escenarios de music hall.
Retorna a la gran pantalla en 1939 con Rose of Washington Square. En Rhapsody in blue (1945), un filme que repasa la vida del gran Gershwin, Al se interpreta a sí mismo, interpretando canciones del gran compositor que le había proporcionado su primer gran éxito en 1920.
En 1946, se produce la película The Jolson Story, dirigida por Alfred Green y en la que el cantante presta su voz al actor Larry Parks, encargado de interpretar su vida en la pantalla. Esta película fue un gran éxito que permitió a Al relanzar su carrera como cantante.
Todavía en vida de Jolson se estrenó una segunda película homenaje a su carrera (Jolson sings again, 1949, dirigida por Henry Levin), lo que prolongó esta segunda época de éxito del artista.
Pocos meses antes de su muerte, acaecida el 23 de octubre de 1950 en San Francisco debido a un ataque al corazón, montó un espectáculo musical dirigido a las tropas estadounidenses destinadas en la guerra de Corea.

## Filmografía
- Mammy's Boy (1923, inconclusa)
- A Plantation Act (1926)
- The Jazz Singer (1927)
- The Singing Fool (1928)
- Hollywood Snapshots #11 (1929, breve aparición)
- Sonny Boy (1929, cameo)
- Say It with Songs (1929)
- New York Nights (1929, cameo)
- Mammy (1930)
- Show Girl in Hollywood (1930, cameo)
- Big Boy (1930)
- Hallelujah I'm a Bum (1933)
- Wonder Bar (1934)
- Go Into Your Dance (1935)
- Paramount Headliner: Broadway Highlights No. 1 (1935, breve aparición)
- The Singing Kid (1936)
- Hollywood Handicap (1938, breve aparición)
- Rose of Washington Square (1939)
- Hollywood Cavalcade (1939)
- Swanee River (1939)
- Rhapsody in Blue (1945)
- The Jolson Story (1946, dobla y presta su voz a Larry Parks)
- Screen Snapshots: Off the Air (1947, breve aparición)
- Jolson Sings Again (1949, presta su voz en las canciones a Larry Parks)
- Oh, You Beautiful Doll (1949, solamente aparece su voz)
- Screen Snapshots: Hollywood's Famous Feet (1950, breve aparición y narrador)

## Obras de escena
- La Belle Paree (1911)
- Vera Violetta (1911)
- The Whirl of Society (1912)
- The Honeymoon Express (1913)
- Dancing Around (1914)
- Robinson Crusoe, Jr. (1916)
- Sinbad (1918)
- Bombo (1921)
- Big Boy (1925)
- Artists and Models of 1925 (1925, se incorporó al elenco en 1926)
- Big Boy (1926)
- The Wonder Bar (1931)
- Hold on to Your Hats (1940)